# Plankton
 (mars 2017).
Si vous disposez d'ouvrages ou d'articles de référence ou si vous connaissez des sites web de qualité traitant du thème abordé ici, merci de compléter l'article en donnant les références utiles à sa vérifiabilité et en les liant à la section « Notes et références ».
 (mai 2025).
Sheldon James Plankton, ou simplement Plankton, est un personnage de fiction de la série d'animation américaine Bob l'éponge. Il est doublé dans la version originale par Mr. Lawrence et dans la version française par Michel Bedetti. Le personnage apparaît dans plusieurs jeux vidéo et autres médias basés sur la franchise Bob l'éponge.
Plankton est l'ennemi juré, mais ancien ami, de M. Krabs. Il dirige un restaurant nommé le Seau de l'Enfer. Plankton habite dans son restaurant en compagnie de Karen, un ordinateur qu'il avait, à la base, employé comme secrétaire.

## Seau de l'Enfer
Plankton dirige un petit restaurant nommé le Seau de l'Enfer (version originale Chum Bucket), localisé devant le restaurant du Crabe Croustillant. Son but principal est de voler la recette secrète du pâté de crabe et de mettre M. Krabs en faillite. Plankton réussit finalement à voler la recette secrète dans le film, mais son projet de domination du monde échoue à cause de Bob l'éponge.